# Yang Xiaobo
Yang Xiaobo (República Popular China, Tianmen, 1963-Hubei, 27 de enero de 2020) fue un ingeniero estructural, político y ejecutivo de seguros chino. Se desempeñó como presidente del Instituto Sur Central de Diseño Arquitectónico (2003-2007), alcalde de Huangshi, Hubei (2009-2014) y presidente de la Compañía de Seguros de Propiedad de Changjiang (2014-2020), y fue delegado del 12.ª. Congreso (2013-2018). Murió de neumonía severa durante el brote de coronavirus 2019-20.

## Primeros años y educación
Yang nació en enero de 1963 en Tianmen, Hubei. Ingresó en la Universidad Jiaotong de Beijing en 1981, especializándose en ingeniería estructural. Después de obtener su licenciatura en septiembre de 1985, realizó estudios de posgrado en laUniversidad de Tianjin, obteniendo su maestría en ingeniería estructural en junio de 1988. Se unió al Partido Comunista de China en mayo de 1988.

## Carrera
En junio de 1988, Yang se convirtió en ingeniero en el Instituto Sur Central de Diseño Arquitectónico, donde trabajó en el diseño estructural de edificios industriales y residenciales. Más tarde obtuvo un MBA en la Universidad de Ohio en los Estados Unidos. Fue ascendido a presidente del Instituto Sur Central de Diseño Arquitectónico en abril de 2003, sirviendo hasta 2007.
Yang ingresó al Gobierno Provincial de Hubei en abril de 2007 para servir como Director del Departamento de Construcción. Posteriormente estudió en la Escuela del Partido Central del Partido Comunista de China desde marzo de 2008 hasta enero de 2009, y fue nombrado alcalde interino y más tarde alcalde de Huangshi, una ciudad al nivel de la prefectura al este de Wuhan, en febrero de 2009. También sirvió simultáneamente como subsecretario del partido de Huangshi. Fue miembro del 10° Comité Provincial de Hubei del Partido Comunista de China y delegado en el 12° Congreso Nacional del Pueblo (2013-2018).
En diciembre de 2014, Yang fue nombrado presidente de Changjiang Property Insurance Company Ltd., una empresa conjunta establecida en 2011 por China Guodian Corporation junto con varias empresas estatales controladas por el gobierno provincial de Hubei. Tenía su sede en Wuhan, la capital de la provincia de Hubei. Bajo su liderazgo, la compañía firmó acuerdos de cooperación estratégica con muchos gobiernos locales en Hubei, pero también recibió muchas citas de la Comisión Reguladora de Banca y Seguros de China por violar las regulaciones de la industria. Fue multado con 100 000 yuanes en marzo de 2019 por nombrar a personas que carecían de calificaciones profesionales para los altos cargos ejecutivos.

## Muerte
Yang hizo su última aparición pública el 17 de diciembre de 2019. El 1 de enero de 2020, envió un saludo de año nuevo a todos los empleados de Changjiang Property Insurance. El 28 de enero de 2020, los medios chinos informaron que Yang Xiaobo había muerto de una neumonía grave a los 57 años durante el brote de coronavirus 2019-20. Fue una de las 100 personas que murieron durante el brote en Hubei en esa fecha.